# Jingpo
Jingpo, Jingpho, Kaczin, Kaczinowie (chiń. upr. 景颇族; chiń. trad. 景頗族; pinyin Jǐngpō zú; endonimy: Jingpo, Jinghpaw, Tsaiva, Lechi) – grupa etniczna zamieszkująca stan Kaczin w północnej Mjanmie oraz przygraniczne tereny ChRL i Indii. Termin „Kachin” jest raczej określeniem kulturowym niż etniczno-językowym.
Posługują się 9 językami należącymi do grupy tybeto-birmańskiej. Jednym z nich jest język jingpo. 

## Religia
Większość Jingpo wyznaje obecnie chrześcijaństwo, pozostali buddyzm lub animizm.